# Ranunculus muricatus
Ranunculus muricatus es una planta de la familia de las ranunculáceas.

## Descripción
Hierba anual,  glabra; tallos numerosos y ramificados desde la base. Hojas basales en forma de riñón, 3-7 lobuladas; hojas superiores 3-5 lobuladas, ocasionalmente no lobuladas. Flores amarillas, de pétalos oblongos igual de largos que los sépalos semi-reflejos; aquenios con una ala ancha y con espinas cortas en ambas caras.

## Distribución y hábitat
En todo el Mediterráneo. También en Cornualles En el sur de Europa, oeste de Asia , norte de África y Macaronesia. Naturalizada en América y Australia.
Habita en campos húmedos, acequias, cultivos, prados, cunetas. En general en medios alterados.

## Taxonomía
Ranunculus muricatus fue descrita por Carlos Linneo y publicado en Species Plantarum 1: 555. 1753.
Citología
Números cromosomáticos de Ranunculus muricatus  (Fam. Ranunculaceae) y táxones infraespecificos: n=24
Etimología
Ver: Ranunculus
muricatus: epíteto latino que significa "con espinas".
Sinonimia
- Notophilus muricatus Fourr.
- Ranunculus muricatus var. brasilianus DC.	[9]

## Nombres comunes
- Castellano: abrepuños, abrojo a cuatro, abrojos a cinco, abrojos a cuatro, amórias, cadillos, cardo abrepuño, caíllos, centella, hierba centella, pata de gallina, yerba centella de algunos.[6][10]